# Antoni Gaudí épületeinek listája
Antoni Gaudí spanyol származású, Katalóniában élő építész volt, a katalán modernizmus (szecesszió) egyik legjelesebb, különlegesen egyedi stílusáról ismert képviselője.
Munkái -melyek közül több világörökség lett – elsősorban Barcelonában és Katalónia más részein találhatók meg.  
| Név                        | Fotó | Helyszín                             | Építésének ideje |
| -------------------------- | ---- | ------------------------------------ | ---------------- |
| Casa Vicens                |      | Barcelona                            | 1883–1888        |
| Casa El Capricho           |      | Comillas (Kantábria)                 | 1883–1885        |
| Finca Miralles             |      | Barcelona                            | 1884             |
| Finca Güell                |      | Barcelona                            | 1884–1887        |
| Sagrada Família            |      | Barcelona                            | 1884–            |
| Güell-palota               |      | Barcelona                            | 1885–1889        |
| Colegio Teresiano          |      | Barcelona                            | 1888–1890        |
| Az astorgai püspöki palota |      | Astorga (Kasztília és León)          | 1889–1893        |
| Casa de los Botines        |      | Leon                                 | 1891–1892        |
| Casa Calvet                |      | Barcelona                            | 1898–1900        |
| A Güell család kriptája    |      | Santa Coloma de Cervelló (Barcelona) | 1908–1917        |
| Bellesguard                |      | Barcelona                            | 1900–1909        |
| Güell park                 |      | Barcelona                            | 1900–1910        |
| Casa Batlló                |      | Barcelona                            | 1905–1907        |
| Casa Milà                  |      | Barcelona                            | 1906–1910        |
| Hotel Atraction            |      | New York                             | nem valósult meg |